# Annero
Annero är en äppelsort vars ursprungsland är Sverige. Skalet på detta äpple är rött och närmast gulgrönt. Köttet som är vitt är saftigt, och äpplet mognar i oktobers början. Annero passar bäst som ätäpple, och äpplen som pollineras av Annero är bland annat Mio, Oranie, Sävstaholm och Transparente blanche. I Sverige odlas Annero gynnsammast i zon 1-3. Annero har s-generna S5 S7.

### Fotnoter
1. ↑  Medlemsbladet Pomologen. Nr 4-2007. Sida 26.